# Екосистемологія
Екосистемологія — вивчає екосистеми, їх генезис, структурні особливості, еволюцію та динаміку.

## Об'єкт
Дослідженням екосистемології є екосистема усіх розмірів і ступенів складності.

## Предмет
Екосистемології є дослідження:
1. морфологічної структури екосистеми;
2. взаємозв'язки між структурними компонентами (авто-,гетеротрофами та біотичними блоком);
3. функціональні показники та її окремих блоків;
4. біотичний кругообіг;
5. самоорганізація та саморегнуляція структурних компонентів та ін.[3]

## Методи екосистемології
З огляду на те, що екосистеми належать до категорії дуже складних систем, а їх структурними компонентами є безліч живих істот (рослинних, тваринних, мікробних), їх історичні, просторові, трофічні та інші сукупності, атмосферне, ґрунтове і водне середовища їх існування, екосистемологія вимушена використовувати методи досліджень різних суміжних галузей знань: палеонтології, географії, картографії, кліматології, метеорології, гідрології, ґрунтознавства, геохімії, ботаніки, зоології, мікробіології, мікології, фізіології, математики, кібернетики та інших. Вона використовує також загальнонаукові методи структурного, системного і функціонального аналізів, але має й свій суто специфічний методичний апарат для вивчення вертикальної (біогеогоризонтної) і парцелярної будови, трофічної структури, енергетичного і біогеохімічного обміну, біопродукційних і трансформаційних процесів, міжекосистемних зв'язків, екологічної ємності, потенційних можливостей, толерантності, стійкості, стабільності, регенераційної здатності екосистем та інших, частина яких (методів) може технологічно включати методичні засоби інших галузей знань.